# Католицизм в Новой Зеландии

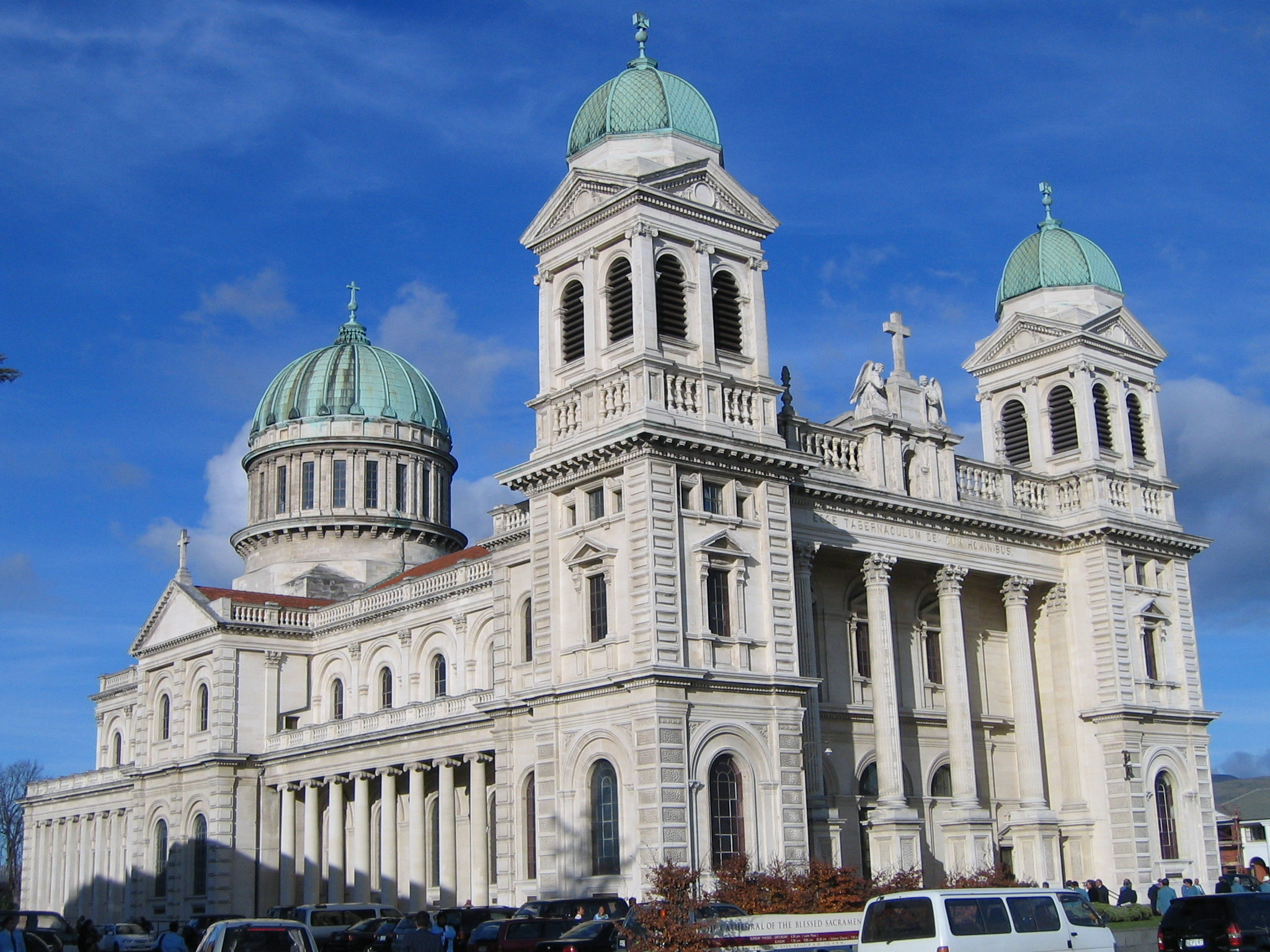
Собор Святого Причастия в Крайстчерче

Католицизм в Новой Зеландии. Католическая церковь Новой Зеландии — часть всемирной Католической церкви. Число католиков в Новой Зеландии разными источниками оценивается примерно в 11-12 % населения страны, что составляет около 500 000 человек.

## История
Английские миссионеры-протестанты начали миссионерскую деятельность среди народа маори в 1814 году. Вскоре к миссии подключились и католики. В 1829 году была основана апостольская префектура островов Южного Моря, куда входила и территория Новой Зеландии. Католическая миссия в Новой Зеландии в основном проводилась силами французской конгрегации маристов (SM). В 1836 году они возглавили вновь образованный апостольский викариат Западной Океании. К 1843 году маристы создали 12 миссий, в 1851 году в Новой Зеландии насчитывалось 3472 католика. В 1846 году было начато строительство собора св. Патрика в Окленде. В 1848 году на территории Новой Зеландии были созданы регулярные епархии с центрами в Окленде и Веллингтоне.
Открытие золотых месторождений в 60-х годах XIX века способствовало лавинообразному росту числа иммигрантов, большинство которых составляли ирландцы, исповедовавшие католицизм. В 1869 году была основана епархия Данидина, в 1887 году — Крайстчерча. В 1890 году была открыта семинария в Окленде.
После Второй мировой войны прошла новая волна иммиграции из Европы, значительную часть новых иммигрантов составляли католики. В 1968 году Святой Престол учредил новозеландскую пронунциатуру (впоследствии нунциатуру), выделив её из австралийской. В 1975 году католические школы были включены в систему государственного образования, они получили государственное финансирование, сохраняя конфессиональный характер. В 1977 году был рукоположён первый епископ - этнический маори. В 1980 году были учреждены епархии в городах Гамильтон и Палмерстон-Норт. В 1987 году архиепархия Веллингтона получила статус митрополии.
Папа Иоанн Павел II совершил пастырский визит в Новую Зеландию в ноябре 1986 года.

## Современное состояние и структура

Собор Святого Иосифа в Данидине

Католическая церковь Новой Зеландии поддерживает хорошие отношения с государством и другими христианскими деноминациями страны. Католические школы, как уже было сказано, пользуются государственной поддержкой. В период экономического кризиса 1980-х годов католическая церковь вела большую работу по помощи безработным и нуждающимся и смягчению социальной напряжённости. В рамках социальных и образовательных программ католики страны тесно сотрудничают с протестантами, Католическая церковь Новой Зеландии входит в состав межконфессиональной Конференции церквей Аотеароа-Новой Зеландии.
Католическая церковь в стране включает в себя одну митрополию, пять епархий и военный ординариат, предназначенный для окормления военнослужащих-католиков. Подавляющее большинство новозеландских католиков принадлежит латинскому обряду. Католики халдейской и мелькитской церквей в Новой Зеландии подчинены австралийским епархиям: епархии Святого Фомы в Сиднее и епархии Святого Михаила в Сиднее. По данным на 2004 год, в стране насчитывалось 518 священников, 271 приход, 366 монахов и 944 монашки. С 2005 года католическую церковь страны возглавляет архиепископ-митрополит кардинал Джон Эчерли Дью.
Статистика по епархиям (данные 2004 года):
| Епархия         | Епархия          | Статус     | Число католиков | Число священников | Число приходов | Глава                 |
| Веллингтон      | Wellington       | Митрополия | 81 189          | 124               | 47             | Джон Эчерли Дью       |
| Окленд          | Auckland         | Епархия    | 181 360         | 159               | 66             | Патрик Джеймс Данн    |
| Палмерстон-Норт | Palmerston North | Епархия    | 62 844          | 56                | 33             | Питер Джеймс Каллинен |
| Крайстчерч      | Christchurch     | Епархия    | 62 715          | 67                | 51             | Барри Джоунс          |
| Гамильтон       | Hamilton         | Епархия    | 39 600          | 49                | 37             | Дэннис Джордж Браун   |
| Данидин         | Dunedin          | Епархия    | 34 152          | 43                | 37             | Колин Дэвид Кэмпбелл  |